# Muntenegrul Vechi

Harta Muntenegrului Vechi

Muntenegrul Vechi (Стара Црна Гора) este o parte geo-istorică a Muntenegrului de astăzi. Se referă la teritoriile Principatului Muntenegru (așa cum este recunoscut de Congresul de la Berlin în 1878) înainte de expansiune și proclamare ca regat, în timpurile Războaielor balcanice. Constă din 4 regiuni, numite și nahije: 
1. Katun
2. Rijeka
3. Lješ
4. Crmnica

## Vezi
- Muntenegru
- Istoria Muntenegrului